# Lydia Okumura
Lydia Okumura es una artista brasileña nacida en 1948. De su trabajo plástico destacan sus abstracciones geométricas.

## Biografía
Okumura nació en 1948 en São Paulo. Estudió en la Fundação Armando Alvares Penteado, y obtuvo su graduado en 1973. En la década de 1970 formó parte de un colectivo de arte de São Paulo, "Equipe3". En esa misma época se mudó a la ciudad de Nueva York para asistir al Centro de Arte Gráfico Pratt. Ha expuesto extensamente desde la década de 1970. Su trabajo está incluido en las colecciones del Museo de Arte de Akron, el Museo Hara de Arte Contemporáneo y el Museo Metropolitano de Arte.
La primera exposición individual de Okumura en Estados Unidos fue en 2016 en la Universidad de Búfalo. En 2019 tuvo una exposición individual en la Galería Thaddaeus Ropac de Londres.

## Otras lecturas
- Lydia Okumura: Situations, por Rachel Adams (editora), Sternberg PressISBN 3956792912

- Datos: Q80862836